# Biserica medievală din Dumitra

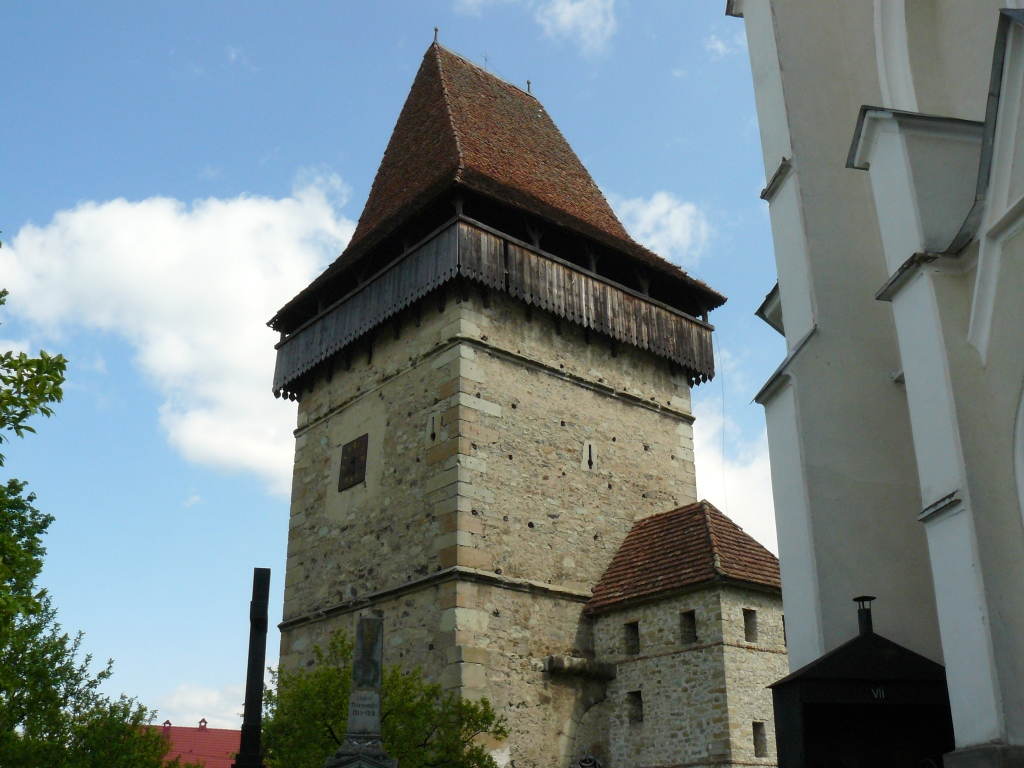
„Turnul Slăninilor"

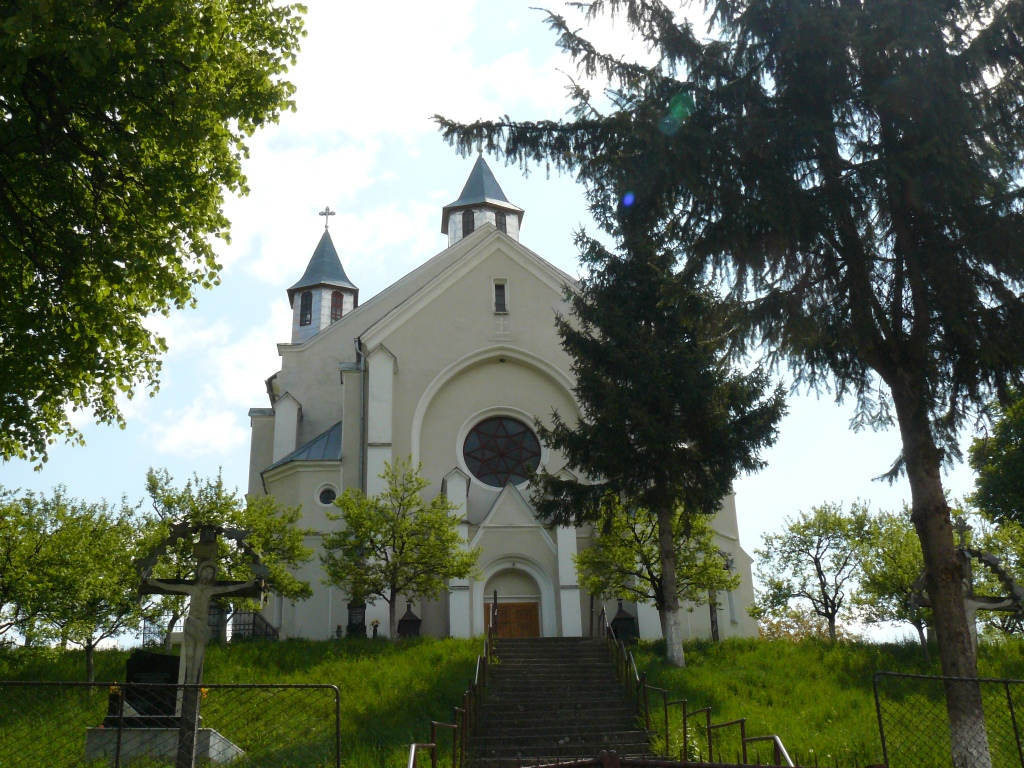
Biserica, reconstruită la sfârşitul secolului XIX

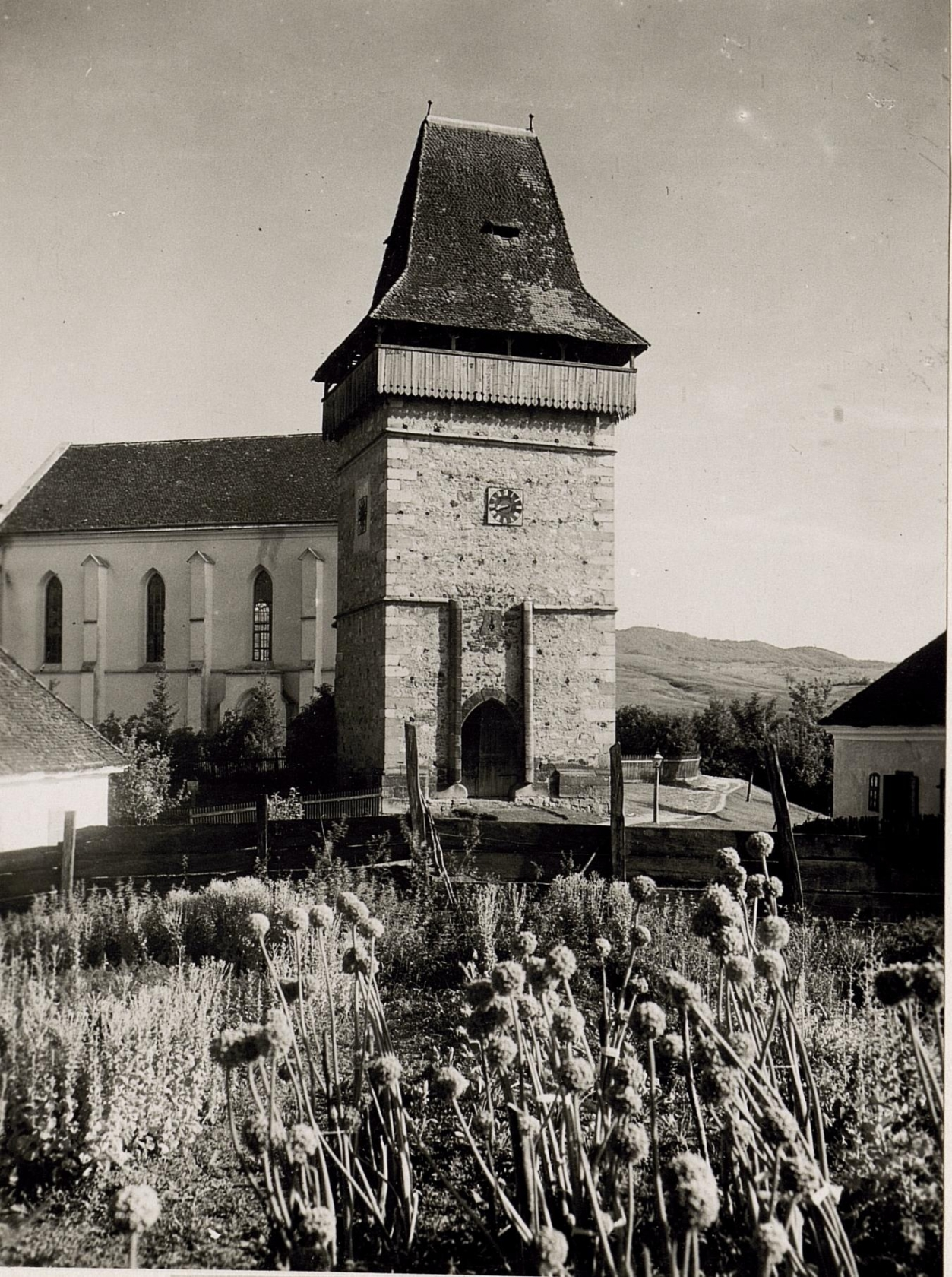
Imagine de arhivă

Ansamblul bisericii evanghelice C.A. din Dumitra este un ansamblu de monumente istorice aflat pe teritoriul satului Dumitra, comuna Dumitra. În Repertoriul Arheologic Național, monumentul apare cu codul 33211.03.
Ansamblul este format din următoarele monumente:
- Biserica evanghelică C.A., azi biserica ortodoxă „Sf. Ap. Petru și Pavel” (cod LMI BN-II-m-A-01652.01)
- Casa parohială a bisericii ortodoxe (cod LMI BN-II-m-A-01652.02)
- Turnul clopotniță, („Turnul Slăninilor”) (cod LMI BN-II-m-A-01652.03)

## Localitatea
Dumitra, mai demult Dumitrea mare, Dumitrea (în dialectul săsesc Mätteršdraf, Mättešdref, în germană Mettersdorf, Mettersdorf bei Bistritz, în maghiară Nagydemeter) este satul de reședință al comunei cu același nume din județul Bistrița-Năsăud, Transilvania, România. Prima menționare documentară a localității datează din anul 1319, sub denumirea de „Villa Demetri”.

## Biserica
Biserica evanghelică, atestată documentar la 1447, a fost reconstruită în stil neogotic între anii 1895-1899.
Din vechiul ansamblu medieval se mai păstrează doar turnul-clopotniță și fragmente din zidul de incintă. Turnul masiv, cu rol defensiv, ce păstrează hersa ce închidea intrarea principală și meterezele în formă de gaură de cheie întoarsă, este datat la 1488. 
Turnul se desfășoară pe trei niveluri: la primul etaj este amenajată „camera slăninilor”, la al doilea încăperea ceasului, iar la al treilea cea a clopotelor, cel mare având inscripția „O rex glorie veni cum pace”. Turnul este prevăzut cu un drum de strajă pe console de lemn. În 1970 au fost realizate lucrări de întreținere în turn.
După exodul sașilor transilvăneni, biserica a fost cumpărată în anul 1974 de comunitatea ortodoxă, modificată la interior conform cerințelor cultului ortodox și a primit hramul „Sfinții Apostoli Petru și Pavel”. Iconostasul a fost montat în anul 1977, fiind executat de sculptorul Aurel Măcicășan.

## Galerie

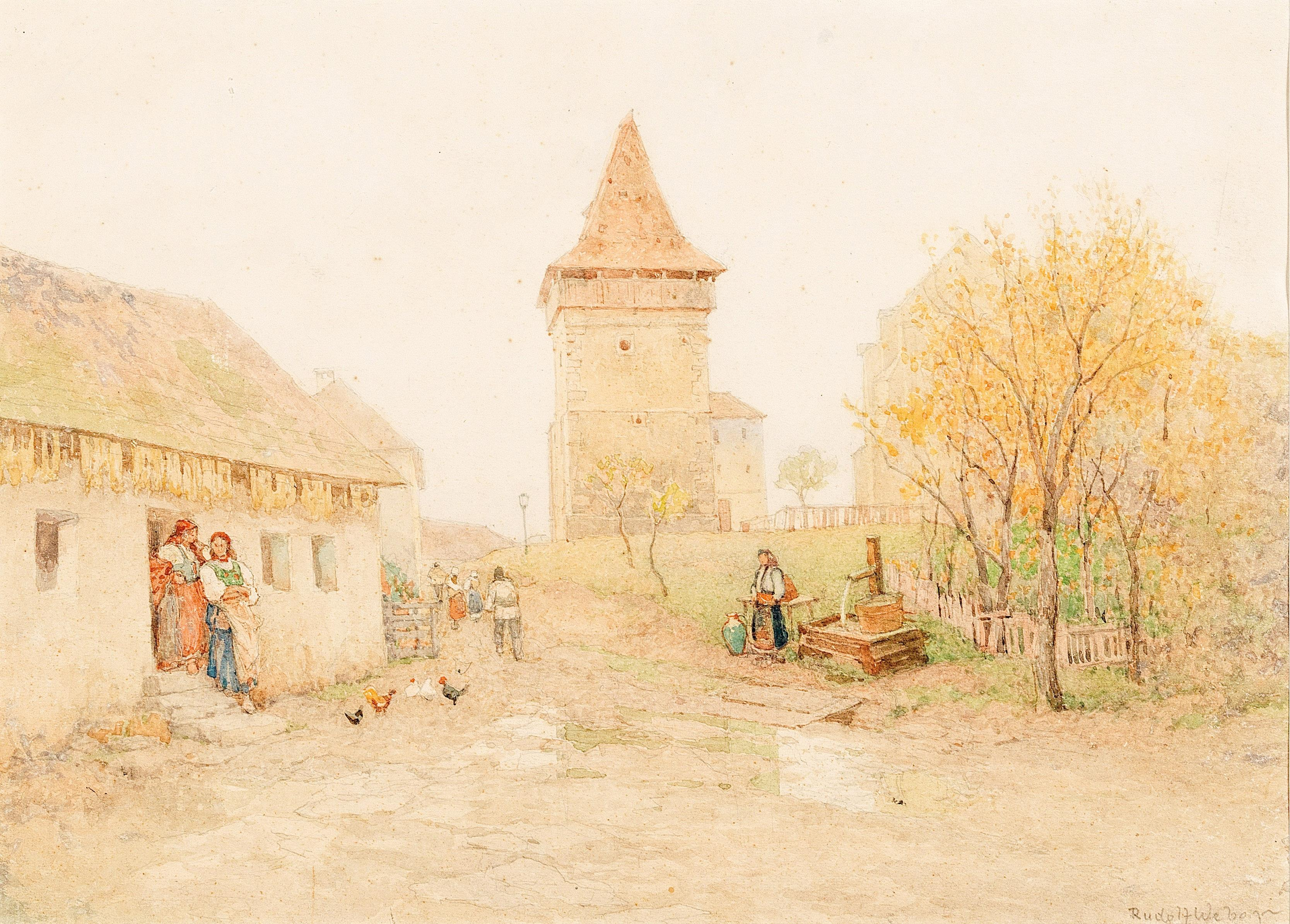
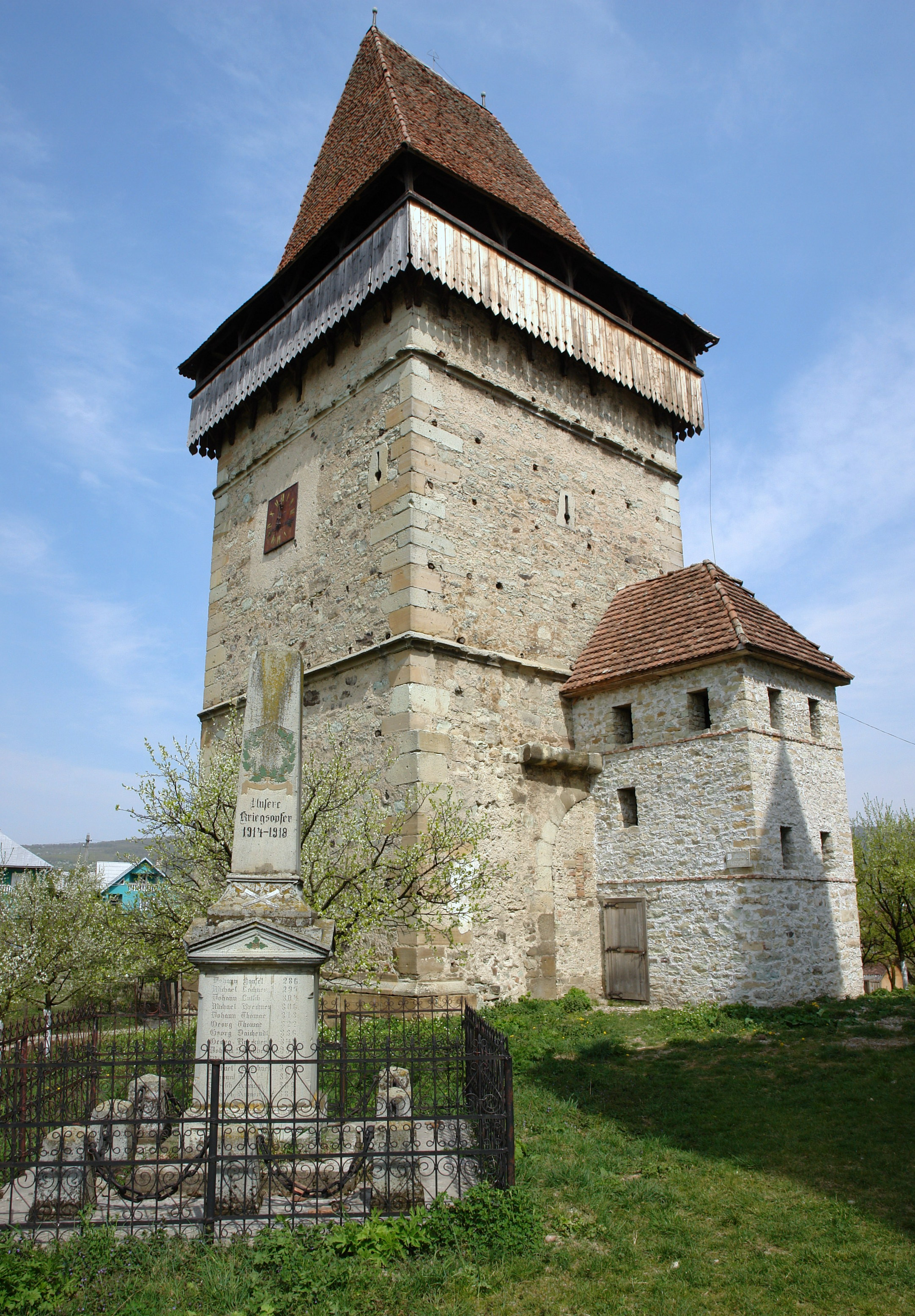
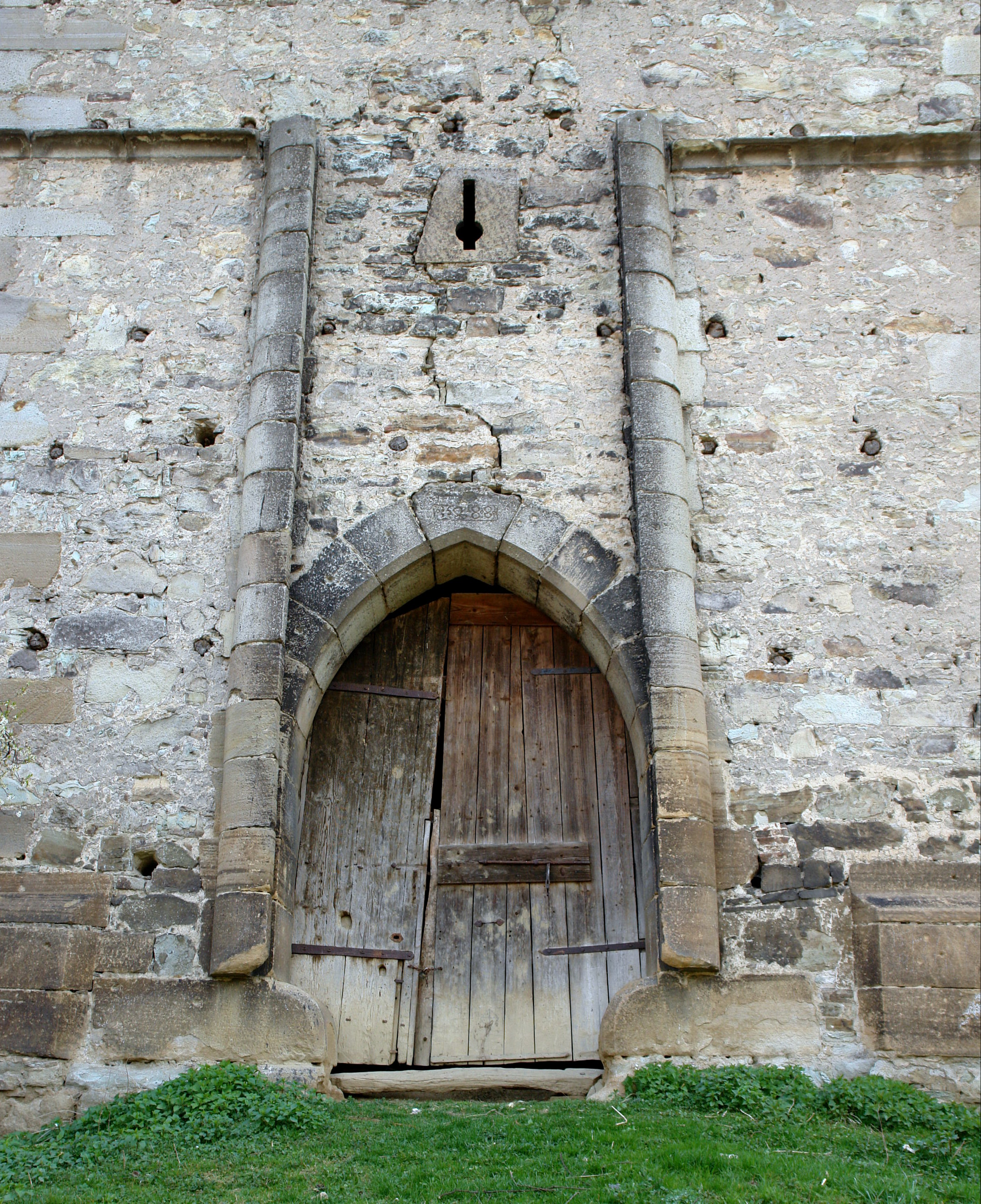
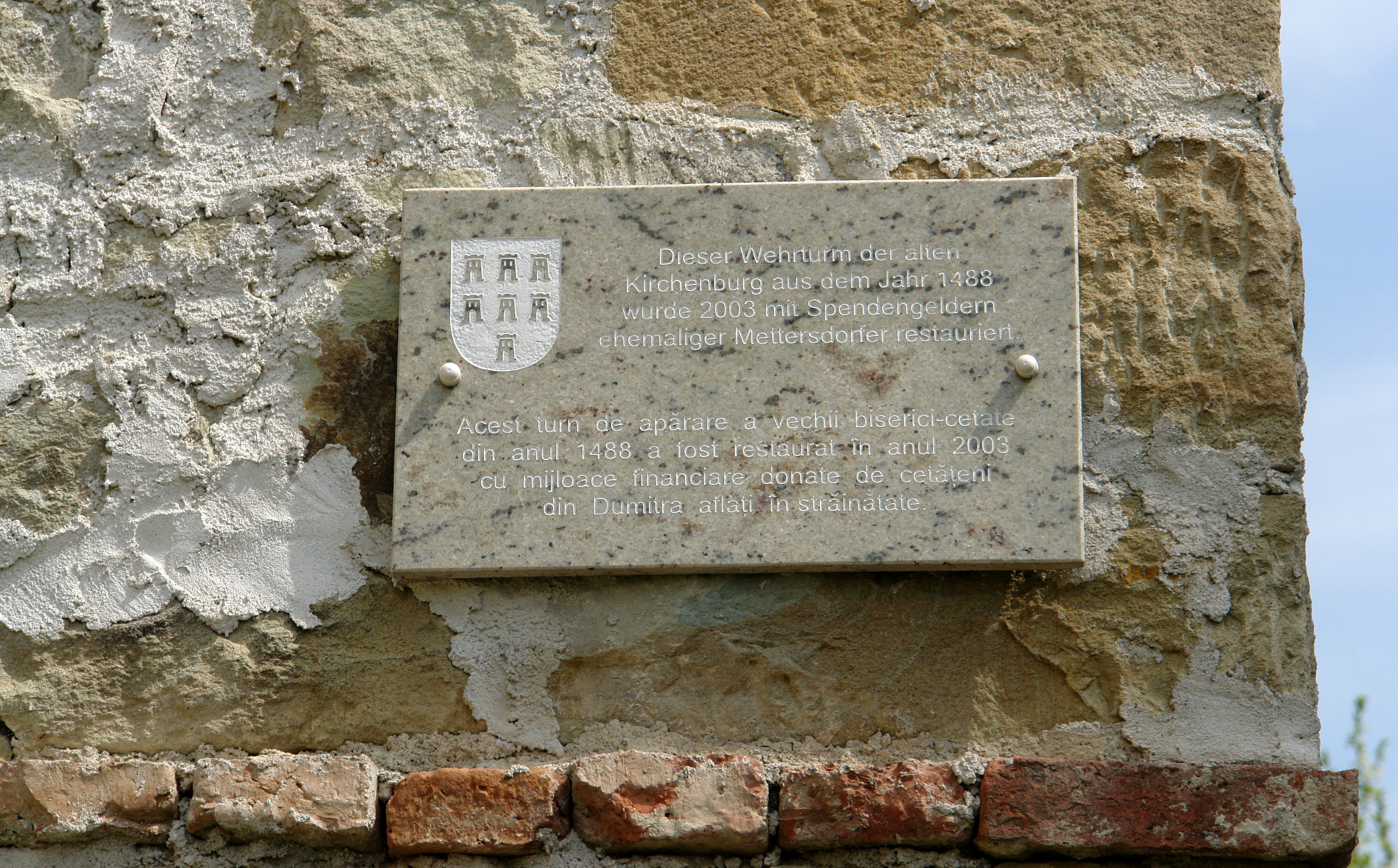